# Episodi di La pattuglia della strada (quarta stagione)
La quarta stagione della serie televisiva La pattuglia della strada è andata in onda negli Stati Uniti dal 6 ottobre 1958 al 29 giugno 1959 in syndication. 
| nº | Titolo originale         | Prima TV USA     | Titolo italiano | Prima TV Italia |
| -- | ------------------------ | ---------------- | --------------- | --------------- |
| 1  | Frightened Witness       | 6 ottobre 1958   |                 |                 |
| 2  | Hostage                  | 13 ottobre 1958  |                 |                 |
| 3  | Family Affair            | 20 ottobre 1958  |                 |                 |
| 4  | Transmitter Danger       | 27 ottobre 1958  |                 |                 |
| 5  | Gambling Story           | novembre 1958    |                 |                 |
| 6  | Train Copter             | novembre 1958    |                 |                 |
| 7  | Portrait of Death        | novembre 1958    |                 |                 |
| 8  | Train Robbery            | 24 novembre 1958 |                 |                 |
| 9  | Deadly Diamonds          | dicembre 1958    |                 |                 |
| 10 | Blood Money              | 1958             |                 |                 |
| 11 | False Confession         | 15 dicembre 1958 |                 |                 |
| 12 | Confidence Game          | 22 dicembre 1958 |                 |                 |
| 13 | Split Robbery            | gennaio 1959     |                 |                 |
| 14 | The Trap                 | gennaio 1959     |                 |                 |
| 15 | Exposé                   | gennaio 1959     |                 |                 |
| 16 | Breath of a Child        | 29 dicembre 1958 |                 |                 |
| 17 | Narcotics Racket         | 26 gennaio 1959  |                 |                 |
| 18 | Copter Cave-In           | febbraio 1959    |                 |                 |
| 19 | Gem Robbery              | 1959             |                 |                 |
| 20 | Mexican Chase            | 16 febbraio 1959 |                 |                 |
| 21 | Framed Cop               | 23 febbraio 1959 |                 |                 |
| 22 | The Collector            | 2 marzo 1959     |                 |                 |
| 23 | Revenge                  | 9 marzo 1959     |                 |                 |
| 24 | Brave Boy                | 1959             |                 |                 |
| 25 | Diversion Robbery        | 1959             |                 |                 |
| 26 | Cargo Hijack             | 1959             |                 |                 |
| 27 | Hitchhiker               | 6 aprile 1959    |                 |                 |
| 28 | Illegal Entry            | 12 aprile 1959   |                 |                 |
| 29 | Killer on the Run        | 19 aprile 1959   |                 |                 |
| 30 | Prisoner Exchange Copter | 27 aprile 1959   |                 |                 |
| 31 | Dan Hostage              | 4 maggio 1959    |                 |                 |
| 32 | Women Escapees           | 11 maggio 1959   |                 |                 |
| 33 | Auto Press               | 18 maggio 1959   |                 |                 |
| 34 | Express Delivery         | 1959             |                 |                 |
| 35 | Desperate Men            | 1º giugno 1959   |                 |                 |
| 36 | Confession               | 1959             |                 |                 |
| 37 | Detour to Death          | 15 giugno 1959   |                 |                 |
| 38 | Fire                     | 1959             |                 |                 |
| 39 | Bank Messenger           | 29 giugno 1959   |                 |                 |

## Frightened Witness
- Prima televisiva: 6 ottobre 1958

### Trama
- Guest star: William Boyett (sergente Ken Williams), Lasse Hellman (Pete Norton), Mary-Robin Redd (Jennifer Stone), Ray Hastings (Joe Norton), Lou Colvin (Carl Stone), Oween Cameron (Claire Braddock), Irene Barton (Motel Manager), Lorraine Dell Wood (Dispatcher)

## Hostage
- Prima televisiva: 13 ottobre 1958

### Trama
- Guest star: William Boyett (sergente Ken Williams), Peter Breck (Whitey Sims), Joan Marshall (Alice Carter), Gretchen Thomas (Mrs. Carter), Wayne Heffley (sergente (Dispatcher), Max Palmer (sergente Samson), Mark Dunhill (Martin Sims), Frances O'Farrell (Mrs. Burns)

## Family Affair
- Prima televisiva: 20 ottobre 1958

### Trama
- Guest star: William Boyett (sergente Ken Williams), Mary Patton (Myra Davis), Jeff DeBenning (Les Davis), Don Eitner (Ralph Davis), Ron Foster (ufficiale Garvey), Vance Skarstedt (sergente Larrabee)

## Transmitter Danger
- Prima televisiva: 27 ottobre 1958

### Trama
- Guest star: William Boyett (sergente Ken Williams), Ken Drake (Joe Hodges), Ron Gorton (Frank), Freeman Lusk (George Sharpe), Elinor Dale (Dispatcher), Charles Reade (Henry), Frank Warren (ufficiale Simpson), Bill Weston (annunciatore radio)

## Gambling Story
- Prima televisiva: novembre 1958

### Trama
- Guest star: William Boyett (sergente Ken Williams), Mark Tapscott, Preston Hanson, Jack Ging (Eddie Peterson), Lee Golem, Valeri Gratton (Miss Hawkins)

## Train Copter
- Prima televisiva: novembre 1958

### Trama
- Guest star: William Boyett (sergente Ken Williams), Mauritz Hugo (Charlie Holman), Steve Drexel (Vince Crater), Ken Christy (Baggage Car Man), Jack Lester (Station Master), Ron Foster (ufficiale Dennis), Laura Winston (Dispatcher)

## Portrait of Death
- Prima televisiva: novembre 1958

### Trama
- Guest star: William Boyett (sergente Ken Williams), Michael Garth (Nick Granger), Ann Morriss (Blanche Cronin), Robert Lynn (Malcolm), Karen Scott (cameriera), Ron Foster (Dispatcher), Lee Trent (Jeff Carson), Hugo Stanger (Claude Wynn), Morgan Windbeil (ufficiale)

## Train Robbery
- Prima televisiva: 24 novembre 1958

### Trama
- Guest star: William Boyett (sergente Ken Williams), Mary Newton (Betty Fisher), Brad Trumbull (Lou), Robert Roark (Wes), Dennis Moore (Mike - Train Dispatcher), Frances O'Farrell (HP Dispatcher)

## Deadly Diamonds
- Prima televisiva: dicembre 1958

### Trama
- Guest star: William Boyett (sergente Ken Williams), Pierce Lyden (Henry LeFaubre), Jackie Lee (Sally Baron), Leo Needham (Jack Baron), Robert Swan (Pete Madison), James Winslow (Michael Harding), Wayne Heffley (ufficiale Dennis)

## Blood Money
- Prima televisiva: 1958

### Trama
- Guest star: William Boyett (sergente Ken Williams), Gene Roth (Sandy), Wally Richard (Joe Mason), Theona Bryant (Mrs. Richards), Leonard Nimoy (Ray), Jack Wagner (Mike Richards), George Offerman Jr. (Louie Darmstabt), Tom Dillon (Thornton), Harry Wilson (Worker)

## False Confession
- Prima televisiva: 15 dicembre 1958

### Trama
- Guest star: William Boyett (sergente Ken Williams), Douglas Henderson (Jim Rogers), Marshall Kent (Jimmy Withers), Eleanore Tanin (Peg Rogers), Glen Gordon (Sam), Frank Warren (Dispatcher), Charles Crafts (Mr. Thompson)

## Confidence Game
- Prima televisiva: 22 dicembre 1958

### Trama
- Guest star: William Boyett (sergente Ken Williams), Pamela Duncan (Mattie), Richard Benedict (Paul Gayle), Joe McGuinn (Mike Purdum), Frank Roberts (medico legale), Thomas E. Jackson (Gus Fields)

## Split Robbery
- Prima televisiva: gennaio 1959

### Trama
- Guest star: William Boyett (sergente Ken Williams), Susan Dorn (Ruth Austin), Joel Riordan (Oley), Jack Littlefield (Jack Rucker), Phyllis Cole (Mrs. Lewis), Wayne Heffley (ufficiale Dennis), Glenn Dixon (Bill Austin), Vance Skarstedt (ufficiale Larrabee)

## The Trap
- Prima televisiva: gennaio 1959

### Trama
- Guest star: William Boyett (sergente Ken Williams), Dorothy Stinnette (Ellie Wilson), John Dennis (Al), Charles Victor (Ted Wilson), Ron Foster (ufficiale Garvey), Richard Jury (Frank)

## Exposé
- Prima televisiva: gennaio 1959

### Trama
- Guest star: William Boyett (sergente Ken Williams), Ted Knight (Merrill Hartman), Steven Marlo (Thug No. 1), Harry Clexx (Elliot Walters), Frank Warren (ufficiale Simpson), Rudy Dolan (Thug No. 2), David Lipp (Linen Service Driver), Byron Morrow (John Daggett)

## Breath of a Child
- Prima televisiva: 29 dicembre 1958

### Trama
- Guest star: William Boyett (sergente Ken Williams), Brett Halsey (Jim Newman), Anne Anderson (Betty Jane Martin), Oliver Cliff (dottor Ronald Kincaid), Nancy Millard (Mrs. Hoffman), Phil Clark (Homer Martin), Olan Soule (Justice John Lincoln), Harry Strang (Mr. Grundy)

## Narcotics Racket
- Prima televisiva: 26 gennaio 1959

### Trama
- Guest star: William Boyett (sergente Ken Williams), Judy Lewis (Honey), William McGraw (Fred), Chuck Webster (Mr. Hochman), George Meader (Walter Bigg), Terry Blake (Ma Davis), Lorraine Dell Wood (Dispatcher)

## Copter Cave-In
- Prima televisiva: febbraio 1959

### Trama
- Guest star: William Boyett (sergente Ken Williams), Alan Wells (Nolan Wilbur), Harry Fleer (cercatore), Diane Webber (donna), Frank Warren (ufficiale Simpson), Bob Gilbreath (Helicopter Pilot)

## Gem Robbery
- Prima televisiva: 1959

### Trama
- Guest star: William Boyett (sergente Ken Williams), Michael Whalen (Ernest Zober), Joan Granville (Lydia Stevens), Marx Hartman (Chuck Barton), Norma Wayne (Rita Hudson), Joseph J. Greene (Mr. Van Dyce), Ronald Foster (ufficiale 3220), Vance Skarstedt (ufficiale Larrabee (Dispatcher), William Flaherty (Mike Hudson), Bruce Wendell (Darrell)

## Mexican Chase
- Prima televisiva: 16 febbraio 1959

### Trama
- Guest star: Rodolfo Hoyos Jr. (capitano Julio Gonzales), William Boyett (sergente Ken Williams), Scott Peters (Dave), Howard Ledig (Hal Franks), Selette Cole (Yvonne), William O'Connell (Flagman), Marian Morley (Nora Franks)

## Framed Cop
- Prima televisiva: 23 febbraio 1959

### Trama
- Guest star: William Boyett (sergente Ken Williams), Jan Shepard (Vera), Lee Rhodes (Paul), Joseph Hamilton (Mr. Sloane), Diane DeLaire (Mrs. Giles), Ray Boyle, Wayne Heffley (ufficiale Dennis (Dispatcher), Ron Foster (ufficiale Garvey)

## The Collector
- Prima televisiva: 2 marzo 1959

### Trama
- Guest star: William Boyett (sergente Ken Williams), Charles Maxwell (Jerry Singleton), Jewell Lain (Marge Singleton), Robert Nash (Nathan Coley), Vance Skarstedt (ufficiale Larrabee), Dick Bernie (Pharmacist)

## Revenge
- Prima televisiva: 9 marzo 1959

### Trama
- Guest star: William Boyett (sergente Ken Williams), Lillian Culver (Tommy's aunt), Robert Conrad (Tommy Chugg), Dyan Cannon (Jean Deese), Walter Stocker (John Hoffman), Howard Wright (negoziante), Frank Warren (ufficiale Simpson), George DeNormand (Robert Hoffman)

## Brave Boy
- Prima televisiva: 1959

### Trama
- Guest star: William Boyett (sergente Ken Williams), Eugene Mazzola (Billy Redmond), Paul Sorensen (Marty Hudson), Anna Lee Carroll (Mrs. Redmond), Vicki Bakken (Blanche Hudson), Ray Boyle (ufficiale Lockwood)

## Diversion Robbery
- Prima televisiva: 1959

### Trama
- Guest star: William Boyett (sergente Ken Williams), Ed Nelson (Paul Herrick), Pierre Watkin (Mr. Larson), Richard Bull (Bert Nelson), Joy Pettit (Sylvia Davis), Ron Foster (ufficiale 1410), Vance Skarstedt (ufficiale Larrabee)

## Cargo Hijack
- Prima televisiva: 1959

### Trama
- Guest star: William Boyett (sergente Ken Williams), Kathleen Case (Sheila Nolan), Douglas Odney (Vance Nolan), Steve Ihnat (Joe Tyler), Jean Paul King, Joel Lawrence, Frank Warren (ufficiale Simpson), Coleman Francis (scagnozzo)

## Hitchhiker
- Prima televisiva: 6 aprile 1959

### Trama
- Guest star: William Boyett (sergente Ken Williams), Richard Deems (Joe Parker), Fran Bennett (Dolly Parker), Harold Goodwin (Motel Manager), Robert Cavendish (uomo d'affari), Ron Foster (ufficiale Garvey), Lee Kross (Walter Miller), Joe Durkin (Martin Hoffman)

## Illegal Entry
- Prima televisiva: 12 aprile 1959

### Trama
- Guest star: William Boyett (sergente Ken Williams), Martin Garralaga (Pablo Diaz), Miguel Ángel Landa (Miguel Herrera), Michael Steele (Ben Douglas), Raoul De Leon (capitano Perez), Serena Sande (Maria Diaz), Michael Harris (Pete Larkin), Sally Winn (Landowner)

## Killer on the Run
- Prima televisiva: 19 aprile 1959

### Trama
- Guest star: William Boyett (sergente Ken Williams), William Bakewell (Les Curtis), George Ramsey (addetto al distributore di benzina), Fiona Hale (Mrs. Ella Brewster), Sara Taft (Marie), Lester Dorr (Ralph Langley), Tom Vize (Leonard Stone), Frank Warren (Dispatcher)

## Prisoner Exchange Copter
- Prima televisiva: 27 aprile 1959

### Trama
- Guest star: William Boyett (sergente Ken Williams), William Masters (Rick), Joe Haworth (Jack Avery), Ruth Clifford (Helen Melton), Frank Harding (sceriffo Melton), Dennis O'Flaherty (vice sceriffo), Bob Gilbreath (Helicopter Pilot)

## Dan Hostage
- Prima televisiva: 4 maggio 1959

### Trama
- Guest star: William Boyett (sergente Ken Williams), Sherwood Price (Ed Leggett), Virginia Chapman (Doris Harmon), Robert Gallagher ('Cotton' Harmon), Wayne Heffley (ufficiale Dennis), Ron Foster (Dispatcher)

## Women Escapees
- Prima televisiva: 11 maggio 1959

### Trama
- Guest star: William Boyett (sergente Williams), Carol Thurston (Lita Morgan), Joan Granville (Caroline Craig), Moody Blanchard (conducente del bus), Vance Skarstedt (ufficiale Larrabee), John Hedloe (Carjack Victim), Jane Hampton (Dry Cleaners' Cashier), Frank Warren (Dispatcher)

## Auto Press
- Prima televisiva: 18 maggio 1959

### Trama
- Guest star: William Boyett (sergente Ken Williams), Anne Neyland (Gloria Tulley), Bob Tetrick (Frank Tulley), David Kramer (Joe Tulley), Joel Mondeaux (Mr. Larkin), Wayne Heffley (ufficiale Dennis)

## Express Delivery
- Prima televisiva: 1959

### Trama
- Guest star: William Boyett (sergente Ken Williams), William Henry (Larry Baker), Eric Feldary (Larew Merced), Lynn Cartwright (Margaret Baker), Marilyn Lindsey (Motel Manager), John V. Connors (Express Agent), Frank Warren (ufficiale Simpson)

## Desperate Men
- Prima televisiva: 1º giugno 1959

### Trama
- Guest star: William Boyett (sergente Ken Williams), Billy Halop (Steve Dorn), Patrick Waltz (Gabe), Ted Jacques (Logan), Alan Reynolds (dottor Feuer), Vance Skarstedt (ufficiale Larrabee)

## Confession
- Prima televisiva: 1959

### Trama
- Guest star: William Boyett (sergente Ken Williams), Charles Quinlivan (Joe), Peter Miller (Pat), Barbara Collentine (Gloria Jordan), Ron Foster (Dispatcher)

## Detour to Death
- Prima televisiva: 15 giugno 1959

### Trama
- Guest star: William Boyett (sergente Ken Williams), Ken Clark (Freddy), Ron Foster (ufficiale Garvey), Gerrie Bender (Casey), Stanley Rubin (Nicky), Leander De Cordova (Diner counterman), Frank Warren (ufficiale Simpson), Mike Keene (Harvey Talbot), George DeNormand (Mr. Denton)

## Fire
- Prima televisiva: 1959

### Trama
- Guest star: William Boyett (sergente Ken Williams), Robert Fuller (Judd Patterson), Dean Severence, William Duffy, Robert Cole, Gail Hillson (Mrs. Patterson), Ted Markland, Anne Bellamy (Nora Norpell), Ron Foster (ufficiale Garvey)

## Bank Messenger
- Prima televisiva: 29 giugno 1959

### Trama
- Guest star: William Boyett (sergente Ken Williams), Sheila Connolly (Sue Hammond), Troy Melton (Red Hammond), Vance Skarstedt (ufficiale Larrabee), Ollie O'Toole (Ernest Babcock), Frank Warren (ufficiale Simpson), Doris Fesette (Dispatcher)